# 片害共生

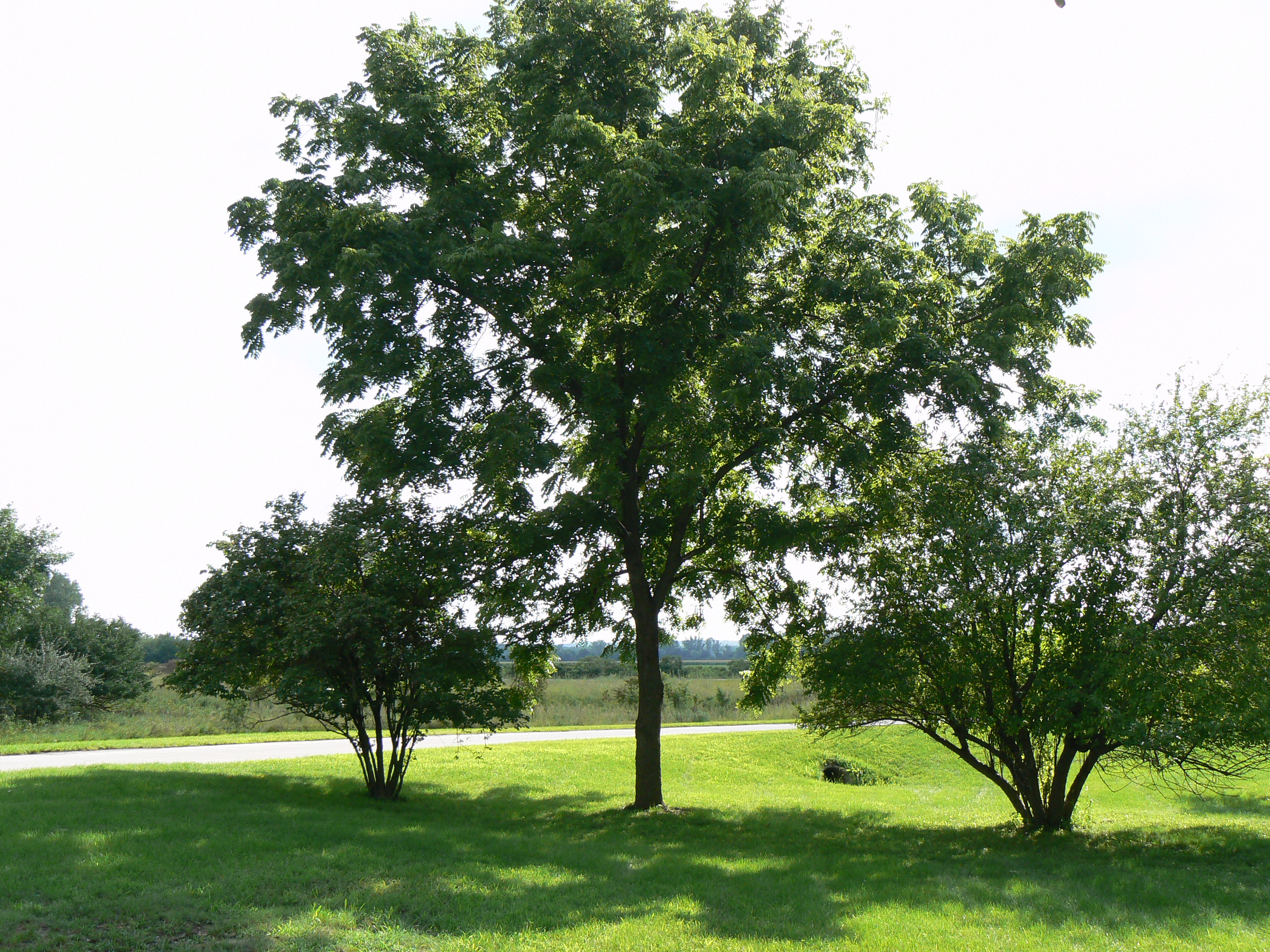
黑胡桃樹會分泌胡桃醌抑制其他植物生長

片害共生，又称偏害共棲、偏害共生，是两种生物间共生关系的一种。片害共生也称为拮抗（antagonism）。
在片害共生中，一种生物对另一种产生抑制、伤害作用，甚至杀死对方，但本身却不中直接得到益处或害处以競爭為目的，以獲得較多的自然資源。一般通过生物代谢分泌，或者其他对环境的改变而实现。又可分为特异性（针对一种或几种生物）和非特异性（没有选择性）两种。
片害共生的例子如青黴菌分泌青霉素抑制其他细菌，又如胡桃科的植物分泌胡桃醌来抑制其他植物在附近生长。